# Joan Thynne

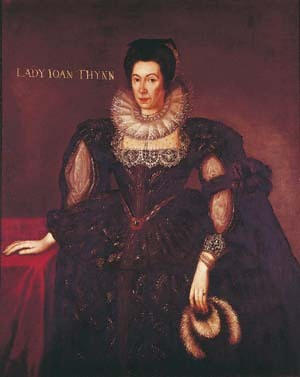
Joan, Lady Thynne

Joan, Lady Thynne (auch Joan Hayward) (* vor 28. August 1558; † 3. März 1612 in London) war eine englische Adlige.

## Leben
Joan Thynne wurde als Joan Hayward als dritte Tochter von Sir Rowland Hayward (um 1520–1593) und seiner ersten Frau Joan Tillesworth († 1580) geboren. Ihr Vater, ein wohlhabender Tuchmacher, war Alderman und 1570 sowie 1591 Lord Mayor of London. Joan wurde am 28. August 1558 in London getauft. Ihr eigener Vater bezeichnete sie als nicht besonders attraktiv, doch sie war über ihre Mutter Miterbin des wohlhabenden Goldschmieds William Tillesworth. Ihr Vater erwarb 1573 als Mitgift für sie mehrere Güter in Shropshire, darunter Caus Castle. Vermutlich vor dem 26. Februar 1576 wurde sie mit John Thynne, dem Erben von Sir John Thynne von Longleat verlobt. Mit dem Vorbesitzer von Caus Castle, Lord Edward Stafford, kam es zu einem langjährigen Streit, da dieser trotz des Verkaufs des Hauses das Anwesen nicht räumte. Erst mit Gewalt und mit Hilfe des Sheriffs von Shrewsbury konnten die Thynnes 1591 Stafford vertreiben. Danach lebte Joan vornehmlich in Caus Castle, während ihr Mann im von seinem Vater geerbten Herrenhaus Longleat oder in Westminster wohnte. 
Joan Thynne war eine starke, tüchtige Frau, die in Shropshire wie auch in Wiltshire und in London schnell zahlreiche Freunde hatte. Während ihr Mann mehrfach als Abgeordneter für das House of Commons gewählt wurde und deshalb häufig in London war, lenkte sie die Geschicke ihrer Familie, verwaltete die Besitzungen ihres Mannes und kümmerte sich sowohl um die Landwirtschaft wie auch um die Viehhaltung sowie um die Instandhaltung ihrer Besitzungen. Sie führte den Rechtsstreit gegen Stafford, der in mehreren Prozessen versuchte, Caus Castle zurückzuerlangen, und verhandelte mit den Sheriffs und den Geschworenen. In ihrem Schlafzimmer lagerten Gewehre, dazu erwarb sie Schießpulver und ging auch selbst auf die Jagd. Vergeblich versuchte sie jedoch 1594 die heimliche Heirat ihres ältesten Sohns Thomas aufheben zu lassen. Dieser hatte heimlich Maria Tuchet, eine Enkelin ihres politischen Gegners Sir James Marvyn geheiratet.
Nur wenige Monate nachdem ihr Ehemann zum Ritter geschlagen worden war, starb er am 21. November 1604, ohne ein Testament zu hinterlassen. Joane überließ Longleat ihrem verwitweten Schwager Sir Henry Townshend als Wohnsitz, während sie weiterhin in Caus lebte. Townshend eröffnete ein Bleibergwerk in Somerset, und Joan versuchte ihn davon zu überzeugen, nicht zu streng mit den Pächtern umzugehen. Ihrem Sohn Thomas dagegen vergab sie nicht, 1605 strengte sie eine Klage gegen ihn und zugunsten ihrer drei anderen Kinder an. Sie selbst führte dabei ein standesgemäßes Leben und kümmerte sich um die Erziehung ihrer Kinder, in ihrem Haushalt beschäftigte sie John Maynard als Musiker. Maynard widmete ihr 1611 seine satirischen Lieder The XII Wonders of the World. Sie starb unerwartet bei einem Besuch in London. 

## Familie und Nachkommen
Sie hinterließ zwei Söhne und zwei Töchter:
- Sir Thomas Thynne (* um 1578–1639)
- John Thynne
- Dorothy Thynne ⚭ Charles Roscorrock, Gutsherr von Roscorrock in Cornwall
- Christian Thynne ⚭ Francis Leigh, Gutsherr von Addington in Surrey

Gegen ihren Willen wurde ihr ältester Sohn Thomas Thynne Erbe von Longleat und der Güter seines Vaters, während ihr jüngerer Sohn John ihre Güter in Shropshire erbte.